# 페드루 5세
페드루 5세(포르투갈어: Pedro V, 1837년 9월 16일 ~ 1861년 11월 11일)는 포르투갈 왕국의 국왕(재위: 1853년 11월 15일 ~ 1861년 11월 11일)이다.
마리아 2세와 페르난두 2세의 장남으로 태어났다. 1853년 어머니 마리아 2세가 남동생 에우제니오를 낳다 사망하자 포르투갈 왕국의 왕으로 즉위하였다. 1858년 5월 18일에는 리스본에서 슈테파니 폰 호엔촐레른지크마링겐과 결혼했지만 자녀는 낳지 못했다. 1859년에는 슈테파니 왕비가 디프테리아로 사망했고 1861년에는 페드루 5세가 콜레라로 인해 남동생 주앙, 페르난두와 함께 사망하고 만다.

## 사진

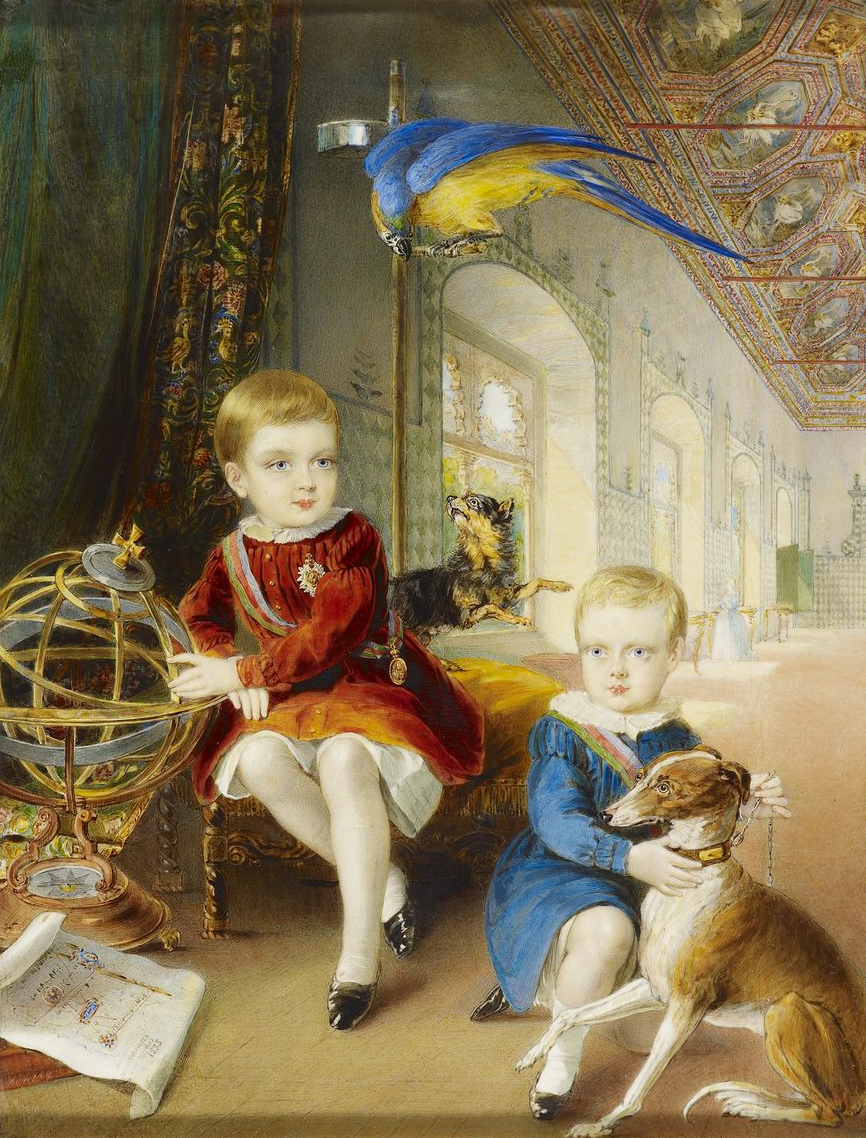
페드루 5세와 그의 남동생 루이스 1세 (1843년 그림)
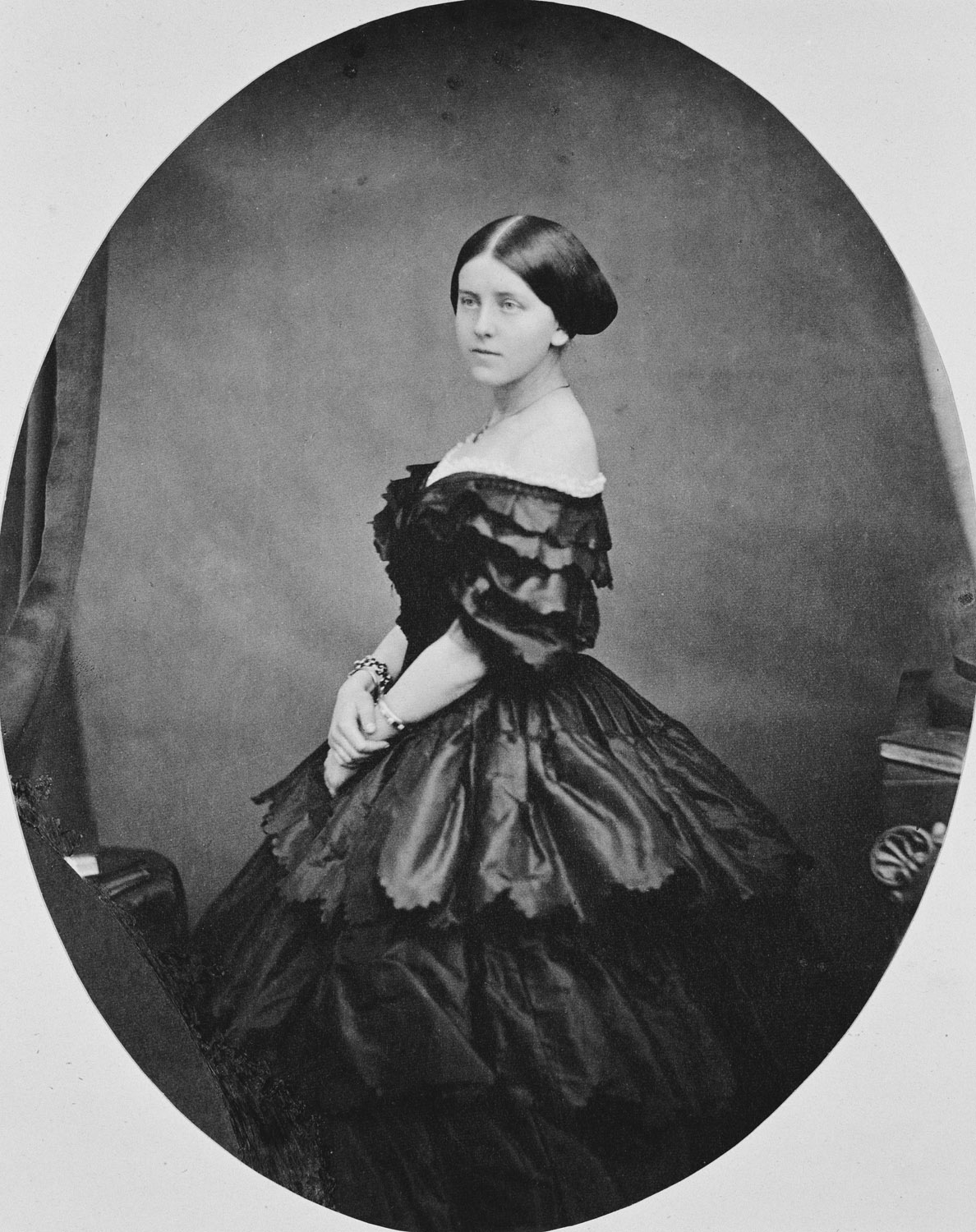
페드루 5세의 왕비인 슈테파니 폰 호엔촐레른지크마링겐